# Правдива історія
Правдива історія (дав.-гр. Ἀληθῆ διηγήματα, лат. Vera Historia) — пародія мандрівних оповідань, написана грекомовним ассирійцем Лукіаном із Самосата, найраніша відома фантастика про подорожі до космосу, іншопланетні форми життя і міжзоряні війни. Написаний в 2-му столітті, твір часто описують як «перший відомий текст, який можна називати науковою фантастикою». Лукіан задумував повість як сатиру на стародавні джерела, які видавали фантастичні та міфічні події за історичні.
Твір Лукіана уникає чіткої літературної класифікації. Різні вчені тлумачать повість як тогочасну наукову фантастику, фентезі, сатиру чи пародію.

## Сюжет
В «Правдивій історії» Лукіан оповідає як з компанією відправляється в плавання на захід через Геркулесові стовпи, щоб дослідити землі і їх жителів поза океаном. Але їхні кораблі здуває з курсу сильним вітром, і після 79 днів вони прибувають до острова. На острові вони знаходять ріку вина, в якій плавають риби і ведмеді. Цей факт, а також малі та гігантські сліди ніг, вказують їм що Геракл і Діоніс подорожували до цього місця.
Покинувши острів, флот піднімає в повітря вихором, і після семи днів мандрівники висаджуються на Місяці. Там вони втягуються в повномасштабну війну між королем Місяця і королем Сонця за колонізацію «Ранньої Зорі». В битві беруть участь екзотичні воїни, такі як чоловік-гриб, жолуді-собаки («собаколиций чоловік на крилатому жолуді»), і хмаро-кентаври. Сонце, Місяць, зорі і планети змальовані як місця з унікальними географічними деталями і мешканцями. Війна виграється військом Сонця, що затьмарює Місяць. Далі Лукіан описує жителів Місяця і їхні звичаї: серед мешканців немає жінок, а діти виношуються всередині литок чоловіків.
Після повернення на Землю, кораблі компанії проковтуються гігантським китом. Всередині 300 кілометрової тварини знаходиться цілий острів, де живуть багато племен, яких герої перемагають у війні. Щоб покинути кита, компанія спалює ліс і кит здихає, що дозволяє відкрити його пащу.
Потім в своїх подорожах вони натрапляють на море з молока, острів сиру і Острови блаженних. Там Лукіан зустрічає людей, здатних ходити по воді, різних міфічних тварин, героїв Троянської війни, і навіть Гомера, котрий виявляється зовсім не сліпим, як вважають. Група знаходить місце покарання богами для різних знаменитих злочинців, а найстрашніші покарання призначено брехунам, які видавали свої розповіді за правду. Серед брехунів команда виявляє і «батька історії» Геродота.
Залишивши Острови блаженних, мандрівники передають лист до Каліпсо від Одіссея, в якому він шкодує, що покинув її. Далі компанія знаходить прірву в океані, і пливе навколо неї, після чого мандрівники натрапляють на континент і вирішують розвідати його. Книга раптово закінчується поясненням Лукіана, що інші пригоди будуть темою наступних книг.

## Аналіз

### Сатира
Лукіан планував оповідь формою літературної критики, сатирою проти джерел які цитували міфічні події як істинні. Він згадує повісті Ктесія, Ямбулоса, Гомера і пише «мене дивує їхнє припущення, що ніхто не помітить як вони брешуть». Багато подій і персонажів в «Правдивій історії» змальовано фантастичними аж до смішного, глузуючи з оригінальних повістей. Як відмічено антикознавцем Ріардоном, «понад усім, це пародія на літературних 'брехунів' як Гомер і Геродот». На початку книги Лукіан заявляє, що в «Правдивій історії» написано «про речі які я і не бачив, і не пережив, і не чув ні від кого; речі які, більш того, не існують і не можуть ніколи існувати. Тому мої читачі не повинні вірити жодному моєму слову.» Він виправдовує назву книги тим що його міфічна історія правдива, оскільки це єдина історія, котра визнає, що все написане — брехня. Також в кінці Лукіан обіцяє продовження в наступній книзі, але невідомо чи така існує.

### Фантастика
На відміну від деяких антикознавців, сучасні критики наукової фантастики не розглядають сатиричні риси повісті як несумісні з сучасним поняттям фантастики. Лукіан дуже специфічно і ефективно визначає хибні цінності та помилки в натурфілософії, що і було означенням науки в ті часи. Також було зазначено віддаляюче відчуття повісті:
|  | …Правдива історія може розглядатися як наукова фантастика, тому що Лукіан часто досягає того почуття «когнітивного віддалення», яке Дарко Сувін визначив як загальну характерну ознаку наукової фантастики, що є описом інших світів, не схожих на наш, але пов'язаних з ним з точки зору наявних знань. Оригінальний текст (англ.) …True History may properly be regarded as SF because Lucian often achieves that sense of "cognitive estrangement" which Darko Suvin has defined as the generic distinction of SF, that is, the depiction of an alternate world, radically unlike our own, but relatable to it in terms of significant knowledge. |

Згідно з Грювелом, чиє визначення фантастики фокусується на боротьбі між сильнішими і слабшими життєвими формами, "частина оповідання яка визначає її як наукову фантастику, аніж фентезі чи образну фантастику, це розповідь про те як Лукіан зі своїми матросами воюють за територіальні права: "
|  | «Король мешканців Сонця, Фаетон,» сказав Ендиміон — король Місяця, «воює з нами уже довгий час. Одного разу я зібрав найбідніших людей в моєму королівстві, і вирішив колонізувати Ранню Зорю, яка була пуста і незаселена. Фаетон, з ревнощів, зірвав колонізацію, зустрівши нас на півдорозі в чолі своїх драгунів. Того часу ми були переможені, так як не були рівнею їм у силі, і ми відступили. Проте тепер я знову хочу вести війну і збудувати колонію.» Оригінальний текст (англ.) "The king of the inhabitants of the Sun, Phaethon," said Endymion king of the Moon, "has been at war with us for a long time now. Once upon a time I gathered together the poorest people in my kingdom and undertook to plant a colony on the Morning Star which was empty and uninhabited. Phaethon out of jealousy thwarted the colonization, meeting us halfway at the head of his dragoons. At that time we were beaten, for we were not a match for them in strength, and we retreated. Now, however, I desire to make war again and plant the colony." |

Підсумовуючи, типовими темами наукової фантастики, які зустрічаються в «Правдивій історії», є:
- подорож до космосу
- зустріч неземних форм життя
- міжзоряна війна та імперіалізм
- колонізація планет
- штучна атмосфера
- рідке повітря
- рефлекторний телескоп
- мотиви гігантизму
- створіння як результат людських технологій (тема роботів)
- світи, які підкоряються альтернативним 'законам фізики'
- чітке бажання протагоніста до мандрів і пригод

Середня точка зору висловлена англійським критиком Кінґслі Емісом, який водночас визнає фантастичний і сатиричний характер твору:
|  | Я тільки зауважу, що бадьорість і вишуканість «Правдивої історії» змушує читати її як жарт за рахунок простору майже усієї сучасної наукової фантастики, написаної між 1910 і 1940. Оригінальний текст (англ.) I will merely remark that the sprightliness and sophistication of True History make it read like a joke at the expense of nearly all early-modern science fiction, that written between, say, 1910 and 1940. |

Сучасніші еквіваленти, які поєднують фантастику і пародію водночас, можуть бути знайдені в «Мікромегас» Вольтера і роботах Дугласа Адамса.
На додаток, треба зазначити що в книзі виражено ідею перетину Атлантичного океану і розвідування земель які можуть лежати на іншій стороні — за близько 1400 років перед Христофором Колумбом.

## Переклади українською
- Лукіан. Правдива історія. пер. з давньогр. Назара Ващишина. – Львів: Апріорі, 2022.